# Леді Восьминіг
Леді Восьминіг (англ. Lady Octopus), справжнє ім'я — Керолін Трейнер (англ. Carolyn Trainer), також відома як Леді Восьминіг II (англ. Doctor Octopus II) — суперлиходійка коміксів Marvel Comics, вигадана Джоном Марком ДеМаттейсом та Енджелом Медіною. Учениця Отто Октавіуса, оригінального Доктора Восьминога, і після його смерті під час «Саги клонів» переймає псевдонім та вдосконалений варіант механічних щупалець. Після воскресіння Отто вона бере псевдонім Леді Восьминіг, щоб відрізнятися від свого наставника, й відтоді з’являється в різних побічних історіях.

## Історія публікації
Леді Восьминіг дебютувала у випуску The Amazing Spider-Man #406 (жовтень 1995). Лиходійка була вигадана сценаристом Джоном Марком ДеМаттейсом і художником Енджелом Медіною.

## Вигадана біографія
Керолін Трейнер — донька Сюарда Трейнера, учня Отто Октавіуса. Після того, як Октавіуса вбив Кейн Паркер під час «Саги клонів», Керолін прагнула продовжити справу свого улюбленого професора.
Трейнер отримала комплект із чотирьох щупалець, ідентичний до обладунку Октавіуса, але модернізувала його, додавши силове поле, яке захищало її від зовнішніх атак, водночас дозволяючи щупальцям вільно проходити крізь нього. Взявши ім’я «Доктор Восьминіг» на честь свого наставника, вона розпочала кампанію зі збирання досліджень власного батька щодо поєднання реальності та віртуальної реальності. Леді Восьминіг працює на Майстра Програміста — оцифровану копію розуму Отто Октавіуса, — та співпрацює з кланом Рука, аби воскресити справжнього Октавіуса.
Згодом Керолін Трейнер з'являється у подіях «Таємна війна», де приймає псевдонім Леді Восьминіг, щоб відрізнятися від Отто Октавіуса. Вона отримує нову броню від Люсії фон Бардас і Механіка.
У The Amazing Spider-Man (том 5) Леді Восьминіг приєднується до Зловісного Синдикату. Вона з'являється разом із командою у наступних сюжетних арках Sinister War та Gang War. У мінісерії Spider-Society Леді Восьминіг долучається до Зловісного Ескадрону, аби атакувати однойменне Павуче Суспільство та завадити його формуванню.

## Сприйняття
- 2020: Леді Восьминіг посіла 8 місце у списку «10 найсильніших учасників Зловісного Синдикату» від CBR.com[10].
- 2021: Леді Восьминіг включена у список «Людина-павук: 10 найкращих суперлиходійок» від Screen Rant[11].